# Club de Rugby Caballeros de Mérida
El Club de Rugby Caballeros de Mérida es un equipo venezolano de rugby. Está afiliado a la Federación Venezolana de Rugby. Tiene su sede en Mérida. Fue fundado en 1995. Juega como local en el Estadio Pedro Rincón Gutiérrez del sector La Hechicera. Ha ganado en siete ocasiones el Campeonato Venezolano de Clubes de Rugby organizado por la Federación Venezolana de Rugby.
Caballeros de Mérida tiene un equipo femenino que es conocido como Las celestes de Caballeros.

## Títulos
- Campeón nacional de clubes (7): 2006, 2008, 2010, 2011, 2012, 2013, 2014